# Commutazione (diritto)
La commutazione era istituto del diritto successorio previsto dal comma 3 dell'art. 537 Cod. civ., comma abrogato per effetto della L. 219/2012, legge modificativa oltreché abrogativa di numerosi articoli del Codice civile dedicati al diritto di famiglia ed al diritto successorio. L'abrogata norma operava una netta distinzione tra figli "legittimi" (nati in costanza di matrimonio) e "naturali" (nati fuori dal matrimonio), conferendo ai primi un particolare diritto da esercitarsi nei confronti dei secondi una volta apertasi la successione del comune genitore; norma che così recitava: «I figli legittimi possono soddisfare in denaro o in beni immobili ereditari la porzione spettante ai figli naturali che non vi si oppongano. Nel caso di opposizione decide il giudice, valutate le circostanze personali e patrimoniali.»

La legge di riforma di cui sopra, volendo addivenire ad una totale equiparazione tra figli "legittimi" e "naturali" (distinzione ormai non più esistente a seguito dell'intervenuta modifica), ha pertanto definitivamente espunto dall'impianto codicistico il suddetto diritto.
| Controllo di autorità | Thesaurus BNCF 58211 |